# ISO 3166-2:KG
ISO 3166-2:KG è uno standard ISO che definisce i codici geografici delle suddivisioni del Kirghizistan; è un sottogruppo dello standard ISO 3166-2.
I codici, assegnati alle 7 regioni e alle due città (la capitale Biškek e Oš), sono formati da KG- (sigla ISO 3166-1 alpha-2 dello Stato), seguito da una (per le regioni) o due lettere (per le città).

## Codici

### Città
| Codice | Città  |
| ------ | ------ |
| KG-GB  | Biškek |
| KG-GO  | Oš     |

### Regioni
| Codice | Regione   |
| ------ | --------- |
| KG-B   | Batken    |
| KG-C   | Čuj       |
| KG-J   | Žalalabad |
| KG-N   | Naryn     |
| KG-O   | Oš        |
| KG-T   | Talas     |
| KG-Y   | Ysyk-Köl  |